# Baba Adamu
Baba Adamu (Kumasi, Ghana, 20 de octubre de 1979) es un exfutbolista de Ghana que jugaba en la posición de delantero centro.

## Carrera

### Club
| Periodo   | Club                         |
| --------- | ---------------------------- |
| 1997      | All Blacks FC                |
| 1998      | Al-Shabab (Dubái)            |
| 1998      | Asante Kotoko SC             |
| 1998-2000 | Al-Shabab (Dubái)            |
| 2001      | FC Chernomorets Novorossiysk |
| 2001-2002 | Rostselmash Rostov-on-Don    |
| 2002      | FC Lokomotiv Moscow          |
| 2003      | FC Dinamo Minsk              |
| 2003–2004 | Al-Nasr SC                   |
| 2004–2005 | FC Moscú                     |
| 2005–2006 | FC Krylia Sovetov Samara     |
| 2006–2007 | Sakaryaspor                  |
| 2007–2008 | Asante Kotoko SC             |
| 2007–2008 | → Al-Hilal FC (cedido)       |
| 2008–2011 | King Faisal Babes FC         |
| 2011–2012 | Berekum Chelsea FC           |

### Selección nacional
Baba hizo su debut con Ghana ante Jamaica el 7 de agosto de 1999. partido donde anotó un gol. Su último partido internacional fue en la derrota por 0-1 ante México el 1 de marzo de 2006 en un partido amistoso en Frisco, Texas antes de jugar el mundial de Alemania 2006. Jugó en nueve partidos internacionales y anotó dos goles.
Baba jugó en la Copa Africana de Naciones 2006, donde anotó el gol en la derrota por 1-2 ante Zimbabue en Egipto.
Baba estuvo en la lista provisional de 28 jugadores convocados para el mundial de Alemania 2006, pero fue eliminado de la lista final de 23 por indisciplina, lo que provocó que su carrera a nivel de club fuera inestable.

## Logros
- Liga de fútbol de Ghana (1): 2007/08
- Copa de Bielorrusia (1): 2002/03